# Magántitok megsértése
A büntetőjogban a magántitok megsértése a szabadság és emberi méltóság elleni, szubszidiárius jellegű bűncselekmény.

## Az 1961. évi Btk-ban
A magántitok megsértése az 1961. évi V. törvény 264. §-ában szerepelt.
„Aki a foglalkozásánál vagy közmegbízatásánál fogva megtudott magántitkot alapos ok nélkül felfedi, hat hónapig terjedő javító-nevelő munkával vagy pénzbüntetéssel büntetendő.”
A minősített eset: „A büntetés egy évig terjedő szabadságvesztés, ha a bűntett súlyos hátrányt okozott.”

## Az 1978. évi Btk-ban
A magántitok megsértése az 1978. évi IV. törvény 177. §-ában szerepelt.
„Aki a foglalkozásánál vagy közmegbízatásánál fogva tudomására jutott magántitkot alapos ok nélkül felfedi, vétséget követ el, és pénzbüntetéssel büntetendő.”
A minősített eset: „A büntetés egy évig terjedő szabadságvesztés, ha a bűncselekmény jelentős érdeksérelmet okoz.”

## A hatályos Btk. szabályozása
A magántitok megsértéséről a hatályos 2012. évi C. törvény 223. § -a rendelkezik.
„Aki a foglalkozásánál vagy közmegbízatásánál fogva tudomására jutott magántitkot alapos ok nélkül felfedi, vétség miatt elzárással büntetendő.” A minősített eset: „A büntetés egy évig terjedő szabadságvesztés, ha a bűncselekmény jelentős érdeksérelmet okoz.”

### A jogi tárgy
A bűncselekmény jogi tárgya a sértettnek a magántitka megőrzéséhez fűződő személyiségi joga. Az elkövetési tárgy a magántitok.

### Az elkövetési magatartás
Az elkövetési magatartás a magántitok alapos ok nélkül történő felfedése. A felfedés minden olyan magatartás, amelynek következtében a magántitok illetéktelen személy tudomására jut. Alapos ok nélkül történik a magántitok felfedése, ha a sértettnek a titoktartáshoz fűződő érdeke nagyobb, mint a magántitkok felfedésének társadalmi jelentősége. A bűncselekmény a magántitok felfedésével befejezetté válik.
A magántitok megsértése egyenes vagy eshetőleges szándékkal követhető el. A bűncselekmény tettese csak az lehet, aki a foglalkozásánál, illetve közmegbízatásánál fogva jut a titok birtokába. Foglalkozás alatt bármilyen munkaviszony értendő. A közmegbízatás körbe tartozik különösen az egyesületnél ellenszolgáltatás nélkül végzett munka.

### Minősített esete
A bűncselekmény minősített esete valósul meg, ha a magántitok felfedése jelentős érdeksérelmet okoz. Az érdeksérelem lehet vagyoni, társadalmi, családi, erkölcsi stb. A minősített esetet kell megállapítani akkor is, ha a jelentős érdeksérelem nem a jogosultnál, hanem más személynél következik be.